# Rana longicrus
Rana longicrus es una especie de anfibio anuro de la familia Ranidae.

## Distribución geográfica
Esta especie es endémica de Taiwán. Se encuentra por debajo de los 1000 m sobre el nivel del mar.

## Publicación original
- Stejneger, 1898 : On a collection of batrachians and reptiles from Formosa & adjacent islands. Journal of the College of Science, Imperial University, Japan, vol. 12, p. 215-225[4]